# Кшенцин (Західнопоморське воєводство)
Кшенцин (пол. Krzęcin, нім. Kranzin) — село в Польщі, у гміні Кшенцин Хощенського повіту Західнопоморського воєводства.
Населення — 780 осіб (2011).
У 1975-1998 роках село належало до Гожовського воєводства.

## Демографія
Демографічна структура станом на 31 березня 2011 року:
|          | Загалом | Допрацездатний вік | Працездатний вік | Постпрацездатний вік |
| -------- | ------- | ------------------ | ---------------- | -------------------- |
| Чоловіки | 394     | 72                 | 284              | 38                   |
| Жінки    | 386     | 64                 | 252              | 70                   |
| Разом    | 780     | 136                | 536              | 108                  |